# 2 matrimoni alla volta
2 matrimoni alla volta (Alibi.com 2) è una commedia francese del 2023 diretta da Philippe Lacheau. È uscita nelle sale cinematografiche italiane il 14 giugno 2023.
È il sequel del film Alibi.com (2017).

## Trama
Dopo aver chiuso l'agenzia Alibi.com per paura di perdere la fidanzata Flo, Greg le chiede di sposarla. I genitori di Flo vogliono incontrare i genitori di Greg prima del matrimonio. Non facendosi carico delle attività di quest'ultimo, tra il padre che è un truffatore e la madre che è un'affascinante attrice, decide di riaprire la sua agenzia con l'aiuto degli amici Augustin e Mehdi, per un ultimo alibi e per ritrovarsi più presentabili finti genitori. Tuttavia, come c'era da aspettarsi, nulla andrà come previsto.